# Little Willie
A Little Willie az Egyesült Királyság és egyben a világ állítólag "legelső" működőképes páncélos harcjárműve. Azonban Lipták Pál harckocsi prototípusa - amely szintén ugyanúgy a Holt Traktor technológiájára épült - 5 hónappal megelőzte azt, így a Little Willie elsőbbsége tényszerűen vitatható.

## Története
A páncélos harcjárművek gondolata már Leonardo da Vinci óta foglalkoztatta a katonák képzeletét. Az 1900-as évek első évtizedében került elérhető közelségbe a megvalósítás: németek, amerikaiak és oroszok is dolgoztak a megoldáson. A mai értelemben vett első angol harckocsi az 1916-ban megjelent Mark I-es volt. Már 1914-ben is készültek kezdetleges páncélozott járművek, de ezek képtelenek voltak a nyugati-front árkokkal szabdalt területein mozogni.
A felmerülő katonai nehézségekre válaszolva az Angol Védelmi Minisztérium felállította a Landship (szárazföldi hajó) Bizottságot. E projektnek olyan jelentős támogatói is akadtak, mint Ernest Dunlop Swinton vagy Winston Churchill. Egy nagy teherbírású alapjárműre volt szükségük, ami ugyanakkor jó terepjáró képességgel rendelkezik. Erre a célra az amerikai gyártmányú Bullock, valamint Holt traktor volt alkalmas, amit a brit szárazföldi haderő a lövegek vontatására használt. A traktor átépítésével Sir William Trittont bízták meg, aki megépítette a Linkoln 1. (N°1 Lincoln Machine) típusjelű gépet.
A jármű ígéretesnek bizonyult de a lánctalpai túl keskenyek voltak és gyakran meghibásodott. A javítások 1915-ben a Little Willie néven ismertté vált modell kialakításához vezettek. Ez volt az első brit harckocsi. 1915 februárjában még mozgásképtelen volt, első nyilvános bemutatkozására szeptember 19-én került sor. A bemutatón néhány méter után leesett az egyik lánctalpa, a javítás után viszont elszakadt a másik.
A lánc leesése lett a leggyakoribb hibaok, amelyet e típusnál egyáltalán nem, csak később Wilson hadnagy ötletével a Big Willie típusnál sikerült kiküszöbölni. Az ötlet lényege az, hogy a lánctalpat körbevezette a páncéltesten, így kerülte el a lánc leesésének lehetőségét. A Little Willie jelentősége abban áll, hogy ezzel győződött meg a Brit Admiralitás a harckocsi realitásáról.
A Little Willie nem felelt meg az Admiralitás eredetileg kiírt követelményei közül a 45°-os mászóképességnek. Az 1,5 méteres árokáthidaló-képességet elérte, és a kívánt 10 főnyi kezelőszemélyzet helyett 4 is elegendő volt. (Később a Mark-sorozat harckocsijai is csak 8 fős személyzetet igényeltek.)

## Egyéb adatok
- Mászóképesség: 27°
- Árokáthidaló képesség: 1,5 m
- Lépcsőmászó képesség: 0,3 m

## Galéria

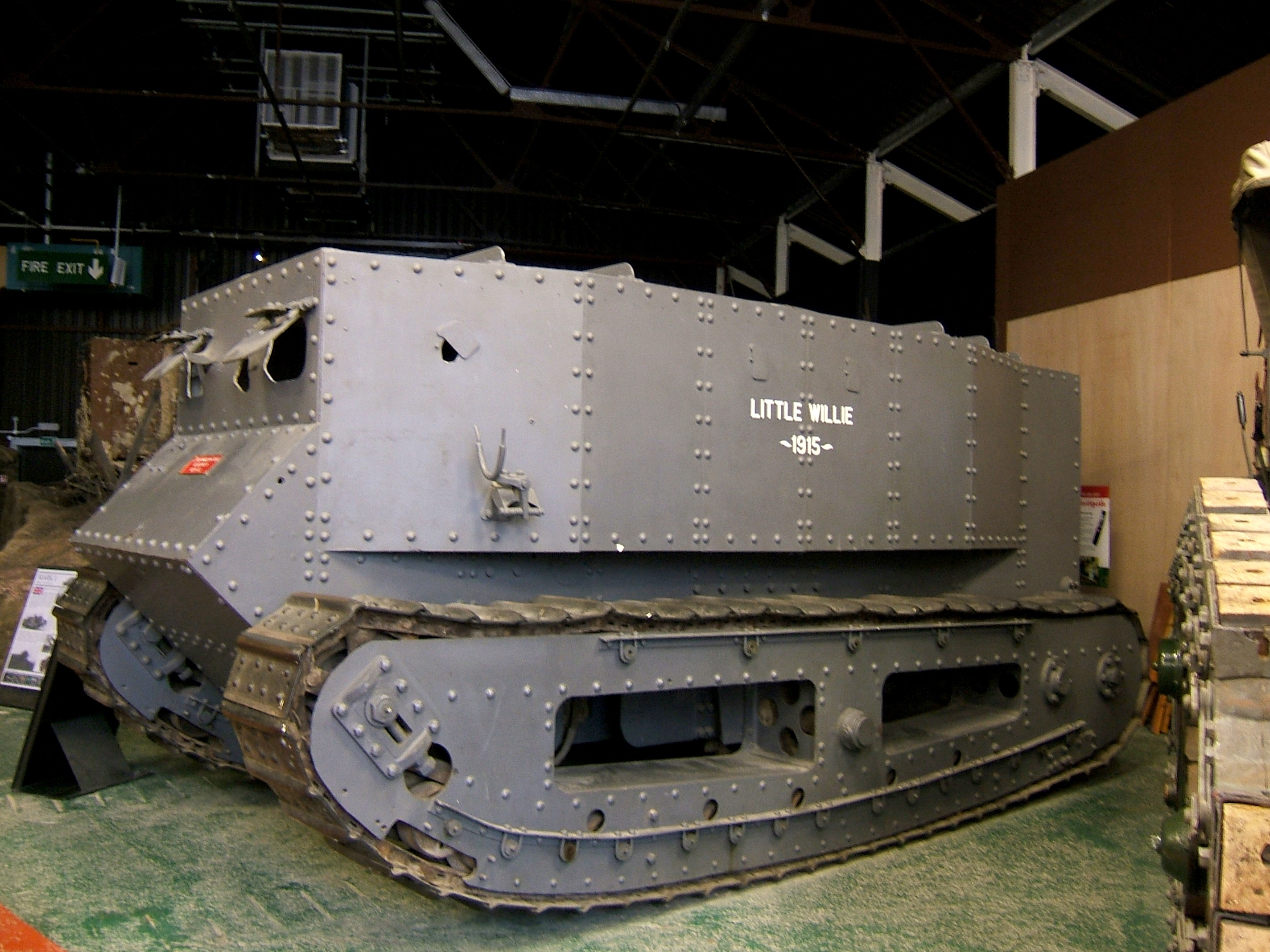
Little Willie a Bovingtoni harckocsimúzeumban
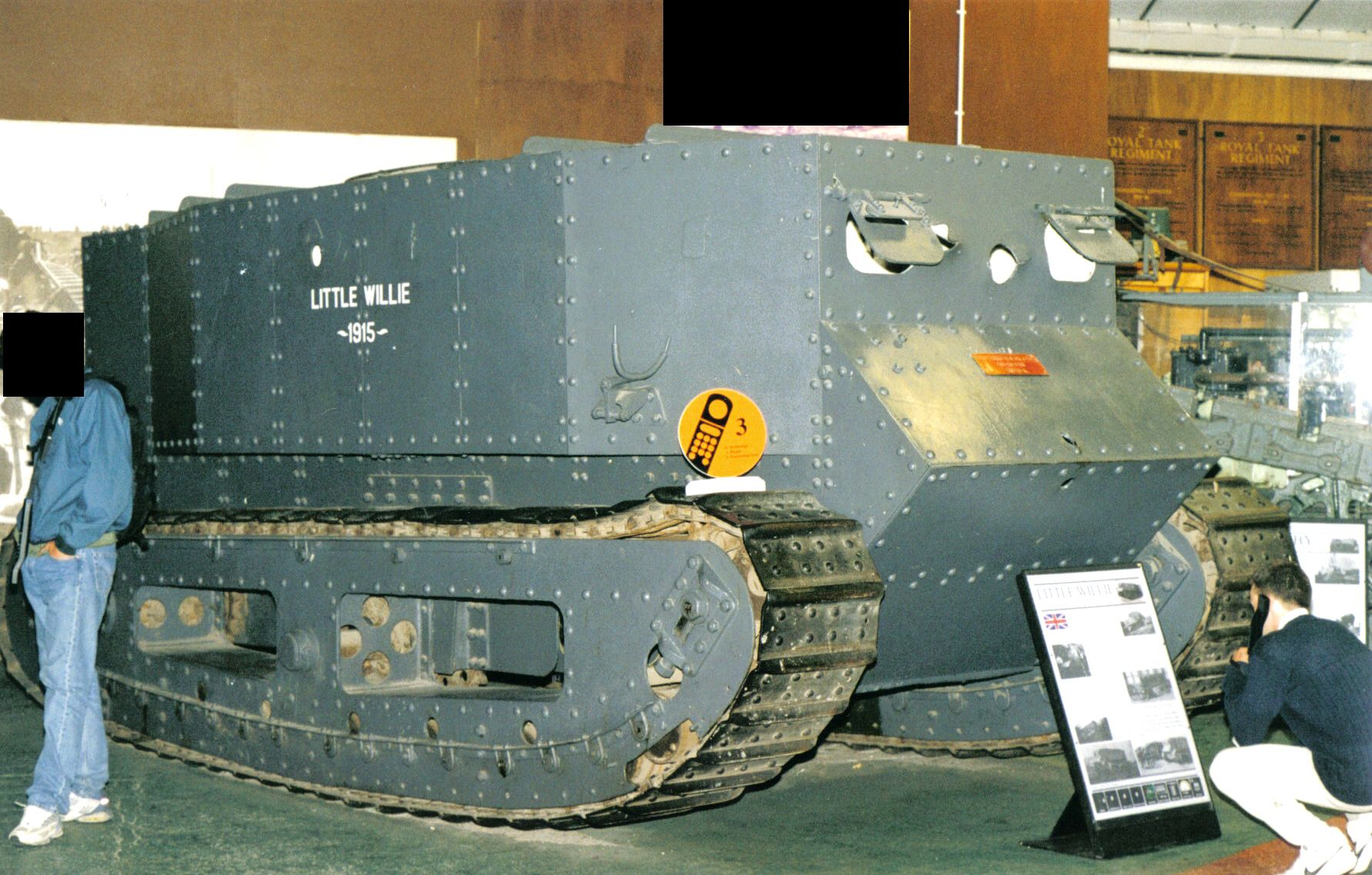